# ペンシルバニア産エンジンオイル
ペンシルベニア産エンジンオイル（ペンシルバニアさんエンジンオイル）とは、ペンシルベニア州（ペンシルバニア州）で採掘されるパラフィン系原油から精製されるエンジンオイルである。

## 概要
内燃機関の潤滑油の主流が鉱物油や植物油であった時代、ペンシルバニア州で採掘されるパラフィン系原油から精製される潤滑油が非常に高品質だとして価値が高かった。ペンシルバニア周辺で採掘された原油はen:Pennsylvania Grade Crude Oilと呼ばれ、それらの原油は基本アスファルト分が無く、不飽和炭化水素や硫黄、窒素も少なく粘度指数も高かったため、その原油からは単純な精製であっても高品質な潤滑油が得られたため重用された。そのためモービル（スタンバック）やスノコなどの石油メジャー、或いはそれに次ぐ巨大石油資本や、アマリー、ペンゾイル、バルボリン、クエーカーステート、ケンドルなどのエンジンオイルメーカーがペンシルバニア州に油田を有して精製プラントを置いていた。現在ペンシルバニアで今なお製造を続けるのはアメリカンリファイニンググループ（ARG）が製造販売しているブラッドペン（BRAD PENN）のみとなっている。
ペンシルベニア原油は深い緑色(紫外線下においては蛍光)をしており、その所以からグリーンオイルと言われた。そのグリーンを強調するため、緑色に着色しているエンジンオイルもある。
ペンゾイルの名の由来はペンシルベニアのオイルの略から。ペンゾイルのロゴマークに描かれている鐘はペンシルベニア州の州都、フィラデルフィアのシンボルの自由の鐘である。またペンシルベニア州はクエーカー教徒が多いことからクエーカーステートとも呼ばれる。
かつてはペンシルベニア産のモーターオイルは高品質の証であった。現在、ペンシルバニアブラッドフォードから精製されるオイルは貴重価値があり、プレミアム性は高いが総合的な潤滑性能は化学合成油には敵わない。そのためブラッドペンも最上位製品は化学合成油を配合したモデルである。

## 伝説のペンシルベニアオイル
かつて、精製技術がまだ低かった時代、ペンシルベニア産のパラフィン系原油から精製される鉱油系基油が粘度指数（VI）100として高品質の証であった。当時のように溶剤抽出法による溶剤精製が実用化される以前の精製技術では潤滑用基油の組成（パラフィン・ナフテン・芳香族など）の割合を大きく変化させる事は困難であり、原油の組成に大きく依存する形となっていた。そのため高品質な潤滑油を製造するにあたっては原油の質は重要な要素であった。
しかし溶剤精製により粘度指数の高い留分を抽出(分離)する事が可能となり、原油と組成割合が大きく異なる基油を得ることが可能となった。これにより中東産原油をはじめとする従来は潤滑油用途にはあまり適さないとされた原油からもペンシルバニア産原油に匹敵する粘度指数のものを得られるようになったため、以前ほどのアドバンテージはなくなった。
さらに現在においては水素化精製・水素化分解（ハイドロクラッキング）などの高度精製技術が発展し、原油の産地と潤滑油の品質の相関性は低くなっている。 水素化分解精製（API Base oil groups3　近年は合成油に数えられることが多い）ではVI120を超える基油を比較的低質な原油からも安定して得られ、さらに原油から抽出されたワックスを異性化する場合においてはVI140以上の高品質パラフィン系ベースオイルが製造できる。
現代においても潤滑油の原料としてはパラフィン系原油の方が好ましいといえるが、現在ではワックスを異性化することで粘度指数向上が可能であるため、パラフィン系原油の中でもペンシルバニアなどの超軽質のパラフィン系原油よりもインドネシアなどの中質でワックス分の多いパラフィン系原油の方が一側面においては適している言える場合もあり、ペンシルバニア原油の優位性は限られる。
以上のことから現在においてはペンシルバニア産ベースオイルの粘度指数が100であるということにアドバンテージはない。
またペンシルバニア産原油に由来するオイルは希少なパラフィン系オイルであると語られることも多い。しかしパラフィン系とナフテン系で厳格な区別があるわけではないが、現在エンジンオイルに用いられるような鉱物油は基本的にパラフィンリッチ（＝炭素・水素分子の結合が直鎖状の割合が多い油）であり、水素化分解油も含め全てパラフィン系オイルと分類されるのが一般的である。この点については「パラフィン系原油」と「パラフィン系潤滑油（パラフィン系エンジンオイル）」を混同してしまっているふしがある。「日本で精製されるオイルは中東（中近東産のナフテン系原油を用いているために低品質であるに対して、北米産のオイルはパラフィン系原油から精製される故に高品質」という認識もインターネットなどを通じて広まっている。しかし、粘度指数の基準となるアメリカのオイルでも、東側のペンシルベニアのパラフィン系原油から精製されたベースオイルが粘度指数が100であり、西側のガルフコーストの原油はナフテン系で、これから精製されたベースオイルは粘度指数が0である。「アメリカ産原油＝パラフィン系原油」というのがそもそも間違いである。日本に輸入されるアラビア原油の多くは混合原油であり、ナフテン系原油はオーストラリアやベネズエラからの輸入原油である。また潤滑油としてナフテン系オイルが用いられるのは流動パラフィンとしてやコンプレッサーオイル、離型剤などの用途で、極僅かでしかない。